# Santulhão
Santulhão is een plaats (freguesia) in de Portugese gemeente Vimioso en telt 508 inwoners (2001).